# Letra bastarda (caligrafía)

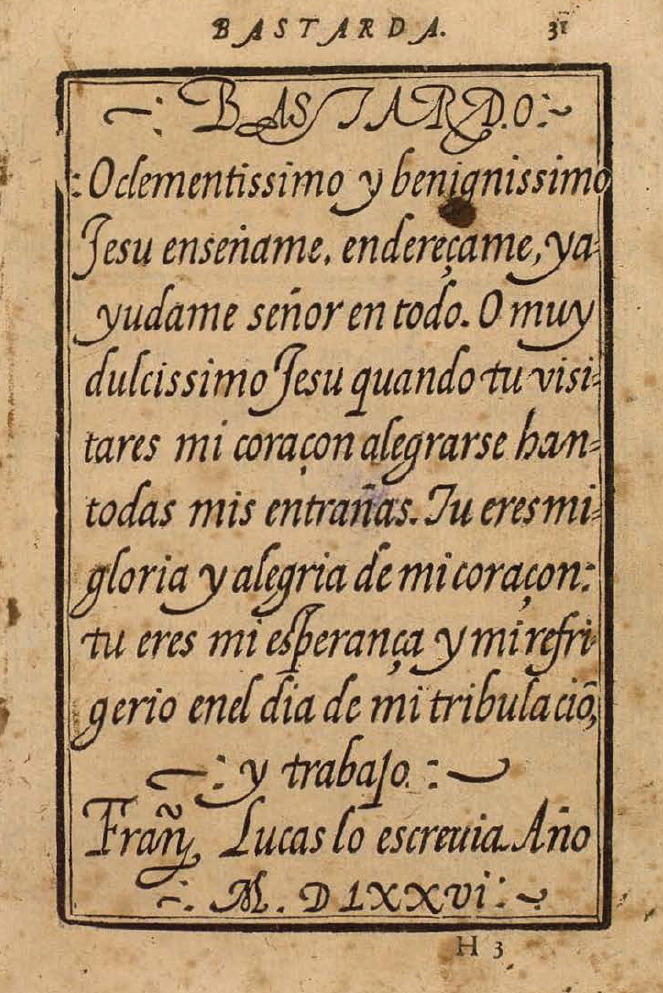
Bastarda de Francisco Lucas en la edición de Juan de la Cuesta, Madrid 1608, lámina 7, hoja 32 recto.

La letra bastarda es, según Palomares, un estilo de escritura que «bastardea» o degenera la letra cancilleresca característica del Renacimiento:  «[…] todas las Letras Bastardas proceden legítimamente del Carácter llamado Cancellaresco, que fue usual en el siglo de I500, no solo en España, sino también en Italia, y Alemania, y es la Letra Magistral […]», pero que es preferida durante todo el periodo barroco y neoclásico porque se ejecuta con mayor rapidez y economía de espacio: «Y començaré por la Bastarda, assí por ser letra de tan gentil invención, y parecer como por ser la que ahora más se usa». Lucas, folio 3v.
El primero que escribió en un tratado esta variedad, aún sin acabar de evolucionar, fue Giovanni Francesco Cresci, que versionaba las bellísimas cancillerescas de Arrighi, Tagliente y Palatino.

## Definición
Francisco Lucas no diferencia bastarda de cancilleresca, pero sí de la grifa:

Pues quanto a lo primero es de saber, que las formas de letras de que ay, o puede haber necesidad para todas las cosas que en general cerca del escribir, en estos tiempos se pueden ofrecer son seys. Bastarda, Redondilla, Grifa, Antigua. Las letras latinas y el Redondo de libros. Destas seys la bastarda, y Redondilla siruen para casi todas las más escrituras que se ofrecen ordinariamente. El Grifo, y Antigua para escrituras curiosas. Las letras latinas para algunos Epitafios, o letreros que se ponen en puertas de ciudades y otros edificios, en losas, títulos de libros, y otras cosas de esta suerte. Y así mismo siruen de minúsculas, o letras versales, en las letras Bastarda, Grifo, y Antigua y también en la Redondilla, vnas veces en su misma forma, otras diferenciandolas con algunas bizarrías de rasgos.
Lucas, folio 1 vuelto.

Lucas y más tarde Palomares entienden la bastarda como una evolución o bastardeo de la letra cancilleresca, como la grifa es también una formalización de ésta. Palomares se ocupará de la variedad española, que reivindica como carácter nacional y cuyo modelo dice tomar de Pedro Díaz Morante. En realidad su propia bastarda es más redondeada y tiene más ligaduras, además de que sus láminas están considerablemente mejor grabadas.
Para Aznar de Polanco:

La Letra Bastarda es la Reyna de todas las especies de Formas de Letras que ay inventadas, así en lo hermoso de su vista, como en la facilidad, y presteza con que se executa, y también por ser la más común, y necesaria, que todos deben practicar; y en particular la deben saber con toda perfección los Maestros, para poderla enseñar a sus Discípulos con el primor, destreza, y liberalidad, que se requiere. […]
Con que se hizo vn mixto de estas dos Formas, que no es tan caída, como la Grifa, pero más que la Magistral; ni es tan cerrada de Ángulos, como la Magistral ni tan abierta, como la Grifa, ni tan esquinada, como ésta, y menos arqueada, que la Magistral: de modo, que se vino a tomar el medio entre los dos estremos de estas dos Formas, y quedó la Bastarda en el término, que oy se practica, no solo en esta Corte, sino en todos los Reynos, y Señorios de España.
[…] 
El Inventor desta hermosa Letra, le debemos poner en primer lugar al gran Pedro Díaz Morante Maestro que fue en esta Corte, a quien todos los Maestros, y Professores del Arte de Escribir en España, confiessan, y deben confessar deben la luz del Arte, […].
Aznar de Polanco

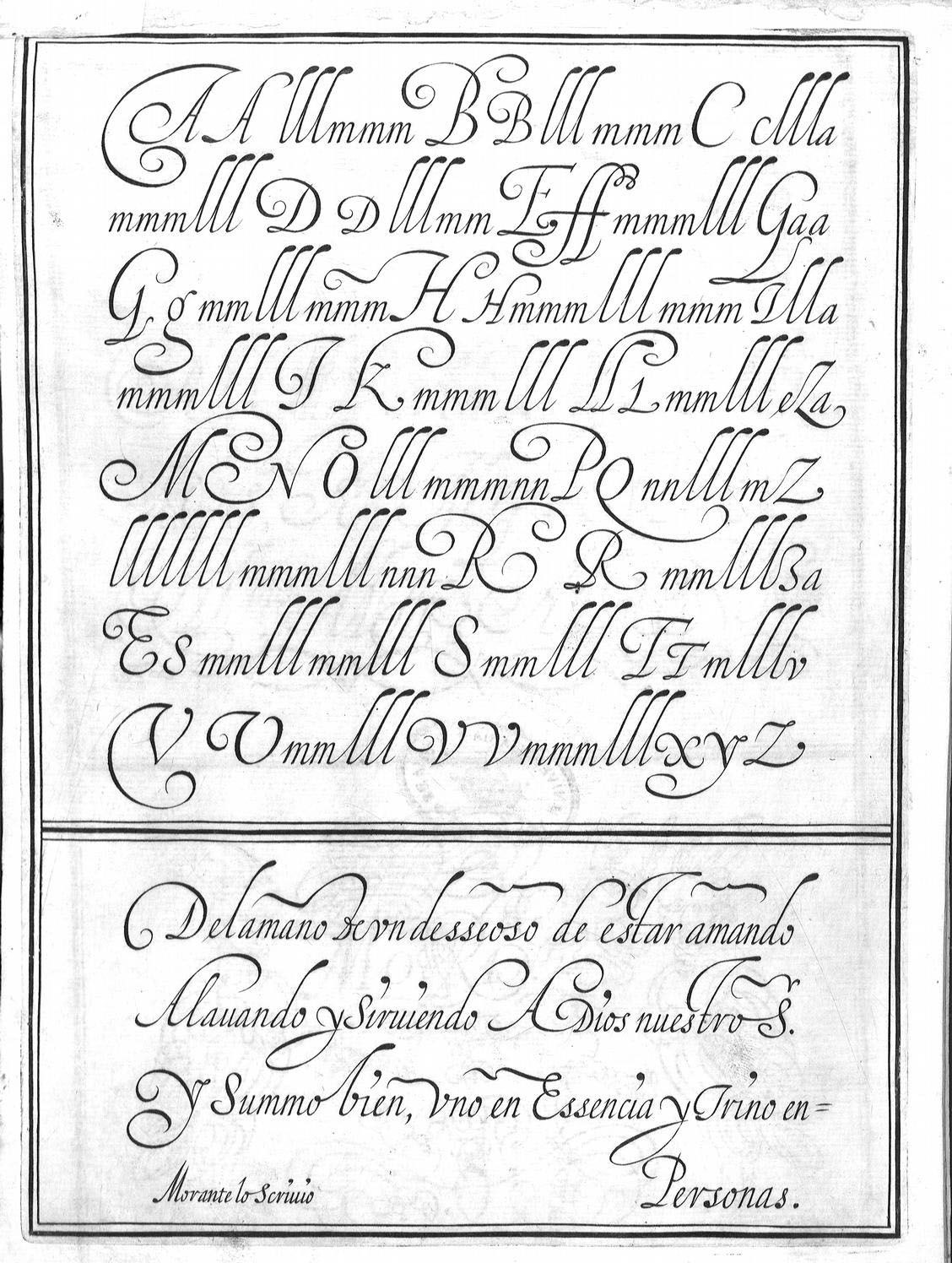
Muestra de Bastarda de Pedro Díaz Morante.

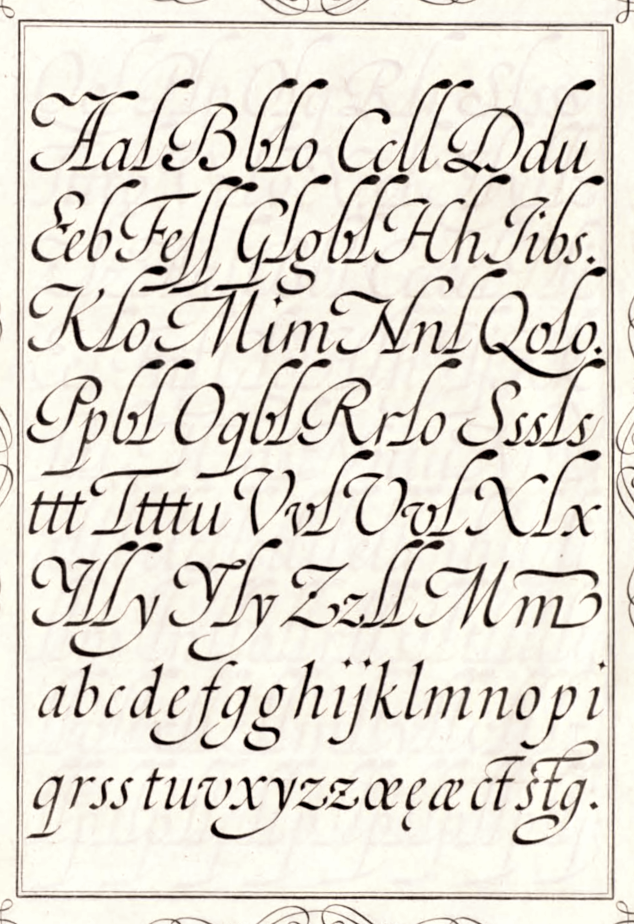
Plancha número 11, Arte de Escribir (1776), de Francisco Javier de Santiago Palomares, grabada por Francisco Asensio y Mejorada.

Para el abate Domenico Maria Servidori, la bastarda es la cancilleresca, aunque deformada:

La letra bastarda, pues, siendo su nombre verdadero letra Cancilleresca, ha sido desde principios del siglo XVI hasta ahora la letra más hermosa, y la norma de todos los que han enseñado qualquier caracter llano y cursivo, bastardo y no bastardo.
p. 5.

[…] aunque los italianos siguieron ciegamente el manejo curvo y veloz de Cresci, y adquirieron en aquel tiempo mediante él una velocidad en la mano muy superior a la de las demás naciones: como no tuvieron la precaución de usar moderadamente de los arbitrios (con lo que hubieran logrado perfeccionarse), degeneraron en una letra fastidiosa por lo demasiado seca; y así ha seguido hasta hoy el Cancilleresco Italiano. Verdaderamente yo llamaría a esta casta de letra Cancilleresca Bastarda: porque en realidad bastardeó de la bellísima letra de Aldo, y de Cresci en la sustancia y esencia del cuerpo, y trastorna la igualdad de las distancias; […].
p. 29.

## Historia
La autoridad que cierra el siglo XVIII, Torcuato Torío de la Riva, coincide con aquellos en la definición; insertamos la siguiente cita porque además constituye un resumen de la historia de esta forma de letra:

[…] Bien es verdad que al paso de reynar tan perversos caracteres en este siglo [los góticos redondos del XV], tuvimos la ventaja de que se inventase la letra bastarda o itálica) y que a fines de él se sirviesen ya de ella las gentes que cultivaban las ciencias, como la más acomodada para leer y escribir; […].
La letra itálica o cancellaresca se conoce en toda Europa con el nombre de bastarda desde que bastardeando o degenerando de su anterior formación perdió la aridez y viveza de sus ángulos, y adquirió en ellos cierta rotundidad y curvatura conforme al buen gusto de los sabios pendolistas.1 Esta es la opinión de los mejores autores, y la más probable, sin embargo de que los encyclopedistas franceses digan que la letra itálica o bastarda trae su origen de los antiguos romanos, y que lleva este nombre, o porque no es la forma nacional de Francia, o por su inclinación de izquierda a derecha, que, como añaden, no empezó a notarse en esta especie de letra hasta después de las irrupciones de los godos y longobardos en Italia. Como la falta de verosimilitud de semejantes aserciones la conoce todo el que esté medianamente impuesto en los progresos del Arte de escribir, no me detendré en refutarlas, ni en hacer ver, como pudiera, la poca instrucción de los encyclopedistas en este ramo. Baste decir que la letra cancellaresca que se usaba ya en Italia mucho tiempo antes de la invención de la imprenta, no adquirió generalmente su rotundidad e inclinación hasta fines del siglo XV,2 en que habiendo conocido sus ventajas se adoptó, digámoslo así, en toda Europa para la prensa y la pluma. La prueba de esa verdad se advierte en las impresiones anteriores al siglo XVI, cuyos caracteres no son más que monacales o góticos o alemanes, como impropiamente llama el Padre Terreros, y no cancellarescos o itálicos, que son sumamente diversos. La primera vez que usó la imprenta de estos caracteres, fué en la obra de Le cose volgari del Petrarca, que publicó en Venecia en 1501 Aldo Pio Manuzio, y reimprimió dos años después Gerónimo Soncino, que le disputó la gloria de ser el inventor de este precioso carácter, como veremos al tratar de los autores italianos. Por ahora solo me contentaré con decir, que la letra bastarda que se usaba ya entre algunos de sus escritores desde principios del siglo XV, y no se destinó para la imprenta hasta el siguiente, se la debemos a la inteligencia, laboriosidad y buen gusto del citado Aldo: que a principios del siglo XVI, no solo se admitió para el uso común y privado, sino también para el público magisterio de primeras letras, tanto en Italia, como en España, Francia, Alemania y otras potencias de Europa: que la primera obra que salió a luz sobre este maravilloso Arte se debe a Luis Henricis, llamado el Vicentino, que bajo el título de Modo y regla de escribir letra cursiva, o sea cancellaresca la publicó en Roma en 1522, dando otra en el siguiente año con el nombre de Tesauro de los escritores: que a este se siguió Juan Antonio Talliente, que publicó en Venecia su Arte rara de escribir varios géneros de letra el año 1539, y en el siguiente; esto es, en el de 1540 Juan Bautista Palatino, ciudadano romano, con su Libro para enseñar toda especie de letra antigua y moderna de cualquiera nación, con sus reglas y egemplos. Estos tres autores son los que únicamente precedieron a Juan de Iziar, que fue el primero que entre nosotros dio y publicó reglas sobre el Arte de escribir. Y aunque atendiendo a la cronología parece que debíamos seguir la historia de los demás autores italianos, la dejaremos para más adelante, y hablaremos desde aquí de los españoles que es nuestro principal obgeto, una vez descubierto el origen de la letra bastarda o cancellaresca, y manifestado el modo con que por medio de las obras de aquellos se comunicó desde Italia a las demás naciones con asombrosa rapidez.
1. Tanto el haber dado mayor curvatura a la letra angulosa llamada cancellaresca, cuanto el haber mudado este nombre en el de bastarda, con el que se conoce en la Europa hasta el día, se debe entre los italianos a Fr. Vespasiano Amphiareo, como se verá en su lugar.
 2. Digo generalmente, porque en particular tengo pruebas nada equívocas de haberse usado este carácter en Italia un siglo antes. Así en ésta como en las demás naciones siempre ha habido algunos escritores de mérito singular que han mantenido y usado los buenos caracteres mucho tiempo antes de ser conocidos y adoptados por los maestros de la enseñanza pública en general. Entre los preciosos MSS. que enriquecen la librería del citado señor Floranes, y prueban su buen gusto, existen algunos de esta letra bastarda o cancellaresca como antes del siglo XVI se llamaba en Italia, escritos a últimos del siglo XIV y principios del XV, o, lo que es lo mismo, a fines del año 1400 y entrada del de 1401, para el uso de aquellos dos hombres eruditísimos L. Pierio Colucio Salutato, y Leonardo Aretino, insigne orador, que llevó correspondencia literaria con nuestro rey don Juan el II. Son de letra de Jacobo Pani Gallo que no se dedignó apuntar su nombre; los cuales en la claridad, rotundidad y hermosura de la letra manifiestan bien el punto de esmero a que habían llevado los italianos su escritura cancellaresca. En particular nada hay que pueda compararse con uno de estos MSS. que incluye las obras poéticas del Petrarca y otros poetas de su tiempo de aquella ilustre e ilustradora nación en su propia lengua vulgar, hecho en vitela fina, con tal limpieza y aseo que hace envidiar la habilidad de tal mano.
Torcuato Torío de la Riva

Nota: en las citas hemos respetado la grafía original, actualizando las tildes a la ortografía usual, desplegando las abreviaturas («con» por «cō»), y reemplazando las «s largas» por la «s» corriente («presteza» por «preſteza»).